# (120141) Lucaslara
(120141) Lucaslara es un asteroide perteneciente al cinturón de asteroides, región del sistema solar que se encuentra entre las órbitas de Marte y Júpiter, descubierto el 7 de abril de 2003 desde el Observatorio Astronómico de Mallorca en España.

## Designación y nombre
Designado provisionalmente como 2003 GO21. Fue nombrado Lucaslara en homenaje a Lucas Lara Garrido (1966-2006), un astrofísico español conocido por su trabajo en el Instituto de Astrofisíca de Andalucía.

## Características orbitales
Lucaslara está situado a una distancia media del Sol de 2,3613(a) ua, pudiendo alejarse hasta 3,056(Q) ua y acercarse hasta 1,666(q) ua. Su excentricidad es 0,294(e) y la inclinación orbital 22,183(i) grados. Emplea 1325,34 días en completar una órbita alrededor del Sol.

## Características físicas
La magnitud absoluta de Lucaslara es 13,8(H). Tiene un periodo de rotación de 3,262 horas y 7 km de diámetro, y su albedo se estima en 0,291.